# Universidade na França
Uma universidade é uma instituição cujo objetivo é a produção do conhecimento (pesquisa), sua conservação, sua valorização e sua transmissão em várias áreas do conhecimento.
Na França, a primeira universidade foi criada em Paris em 1200. Rejeitadas durante a Revolução e restauradas nos anos seguintes, em 2011, havia 80 universidades francesas.
São instituições públicas, administradas de forma democráticas, e beneficiando certa autonomia. Os ensinos são acessíveis a todas pessoas titulares do baccalauréat. Os estudos universitários clássicos resultam na licence, após três anos de estudo, no master, dois anos após a licence e no doutorado, três anos após o master. Outras áreas do ensino formam profissionais da saúde, do ensino, do direito, engenheiros. Há cerca de 1,5 milhões de estudantes universitários na França, representantdo quase a metade dos estudantes no país.
Os professores-pesquisadores (em Francês enseignants-chercheurs) dão aulas e desenvolvem atividades de pesquisa. Os laboratórios das universidades são frequentemente compartilhados com organismos de pesquisa franceses.
Uma particularidade francesa é possuir outras instituições de ensino superior, como as "Escolas" do ensino superior, além de organismos de pesquisa como o CNRS. Entre 2006 e 2013, com o intuito de melhorar a classificação internacional de suas universidades, criou-se os Polos de pesquisa e de ensino superior, geralmente possuindo o nome de "universidade".

## História
As primeiras universidades francesas foram criadas na Idade Média, sendo que a data tradicional da criação da Universidade de Paris é 1200, seguida pela criação da Universidade de Toulouse em 1229.
Em 1789, a França possuía 22 universidades, que foram abolidas pela Convenção Nacional em setembro de 1793.
Napoleão criou em 1808 a Universidade Imperial. Ela englobava todo o sistema de ensino francês na época. O ensino superior se dava através de faculdades: teologia, direito, medicina, ciências e letras. Elas eram muito independentes umas das outras e apenas entregavam graus. Durante a Restauração francesa, certo número de faculdades foram fechadas e a Universidade Imperial torna-se a Universidade Real.
A lei Wallon de 1875 e em seguida modificada em 1880 permitia a existência de instituições privadas do ensino superior, porém proibia essas instituições de utilizar o termo "universidade", "baccalauréat", licence, entre outros.
As universidades foram recriadas em 1896, mas seus domínios de atuação eram limitados, diferentemente das faculdades.
Após as manifestações de Maio de 1968, o estatuto e a organização das universidades foram fortemente modificadas pela lei Faure: as faculdades foram abolidas, e as universidades seriam governadas de forma democrática por todos atores participantes. Observa-se entretanto a criação de várias universidades nas grandes cidades.
Em seguida, a lei Savary permitiu o aumento do número de instâncias de decisão. Instituições tecnológicas foram criadas e a contratualização aparece em 1989.
Várias reformas apareceram nos últimos anos: entre 2003 e 2006, as universidades reformaram seus cursos (Reforma LMD). De 2006 a 2012, elas se comprometeram a constituir polos de pesquisa e do ensino superior (PRES). A lei LRU de 2007 modificou o estatuto das universidades. Desde 2008, estas se sujeitam às "amplas competências", em que as universidades passam a ser autônomas em termos de orçamento e administração do pessoal.

## Missões
As universidades participam no ensino superior público, tendo seis missões definidas pela lei:
1. Formação inicial e contínua;
2. Pesquisa científica e técnica, além da difusão e valorização de seus resultados;
3. Orientação e inserção profissional;
4. Difusão da cultura humanista e da cultura científica e técnica;
5. Participação na construção do Espaço europeu do ensino superior e da pesquisa;
6. Cooperação internacional.

## Comparações internacionais
Vários rankings internacionais de universidades começaram a aparecer em resposta ao novo fenômeno da mundialização dos estudos. Os rankings internacionais são geralemente bem severos com o sistema universitário francês, e como resposta, as universidades francesas não hesitam denunciar o modo de criação desses rankings.. Na classificação feita pela universidade Jiao Tong de Shanghai em 2010, as primeiras universidades francesas são a Université Pierre-et-Marie-Curie em 39ª colocação, seguida pela Université Paris-Sud em 45ª. A Escola Normal Superior de Paris está em 71ª. Outras aparecem na classificação por disciplinas. Nota-se entretanto que, como as outras universidades européias, mesmo que estejam ausentes das primeiras colocações, elas aparecem em número na classificação global e, em média, a França se encontrava na sexta posição em 2009.
Um estudo do Banco Mundial em 2009, tendo portanto como referência implícita as universidades anglo-saxônicas, atribui o relativo baixo nível das universidades francesas à ausência de seleção; além disso, estima-se que a fragmentação em várias numerosas pequenas universidades é nefasta e fala-se de gastos excessivos com recursos humanos e financeiros; outro ponto citado é a divisão entre universidades e grande écoles, pois a maior parte dos doutorandos não são os melhores alunos, dado que as grande écoles são instituições de elite que formam funcionários de alta hierarquia, mas fazem pouca pesquisa. Diferentemente do sistema anglo-saxônico, o sistema francês de pesquisa é baseado em grandes organismos como o CNRS, INSERM, CEA, INRIA, entre outros, e não nas universidades.